# Amphisbaena polystegum
Amphisbaena polystegum е вид влечуго от семейство Amphisbaenidae. Видът е незастрашен от изчезване.

## Разпространение
Разпространен е в Бразилия (Баия, Пара, Пернамбуко и Рио Гранди до Норти).